# Eurybia juturna
Eurybia juturna är en fjärilsart som beskrevs av Felder 1865. Eurybia juturna ingår i släktet Eurybia och familjen Riodinidae. Inga underarter finns listade i Catalogue of Life.